# JB Bartlett
JB Bartlett (ur. 7 lipca 1973 r.) – amerykański kulturysta, dwukrotny mistrz Stanów Zjednoczonych w kulturystyce.

## Życiorys
W 1990 roku ukończył South Dearborn High School, szkołę średnią zlokalizowaną w mieście Aurora w stanie Indiana. W liceum był członkiem drużyny zapaśniczej. W 1988 jako zapaśnik brał udział w zawodach w Rosji.
Związany z federacją The National Physique Committee (NPC). Pierwszy ważny sukces w karierze sportowej Bartletta przyszedł w 1996 roku, kiedy wziął on udział w Ogólnokrajowych Mistrzostwach Juniorów w Kulturystyce i Fitness. Około dwudziestotrzyletni wówczas zawodnik zajął drugie miejsce w kategorii wagowej lekkiej. Rok później ponownie startował w tych zawodach, w tej samej kategorii. Tym razem uplasował się na pierwszym miejscu podium. Jego występy kulturystyczne oraz przygotowania do nich zostały sfilmowane i wydane na dyskach DVD.
W listopadzie 2008 startował w Ogólnokrajowych Mistrzostwach w Kulturystyce w kategorii wagowej półśredniej. Wywalczył srebrny medal. Tego roku zajął też pierwsze miejsce na zawodach NPC Mike Francois Classic Bodybuilding & Figure Championships. Krytycy sportu przewidywali wygraną Bartletta w tych zmaganiach, chwaląc jego sylwetkę. Latem 2011 wystąpił w Mistrzostwach Stanów Zjednoczonych. Zdobył srebro jako reprezentant wagi półśredniej W tej samej kategorii wystartował w Mistrzostwach Ogólnokrajowych, organizowanych przez NPC cztery miesiące później, w listopadzie. Zajął pierwsze miejsce na podium. Podczas tych rozgrywek uhonorowano go kartą profesjonalnego kulturysty (ang. Pro Card).
Ma sto sześćdziesiąt trzy centymetry wzrostu. Jego waga w sezonie zawodów kulturystycznych wynosi blisko siedemdziesiąt pięć kilogramów, a poza sezonem sięga ponad dziewięćdziesięciu kilogramów. Obwód jego bicepsa wynosi około 48−50 cm. Przez prestiżowe magazyny o tematyce kulturystycznej (Iron Man, Flex) uznawany bywał za "wschodzącą gwiazdę", "sportowca, na którego warto zwrócić uwagę". Krytyk sportowy Mike Emery chwalił sylwetkę Bartletta, zwłaszcza "szalenie szerokie plecy i ramiona" oraz "masywne piersi".
Mieszka w Lawrenceburg w Indianie. 7 czerwca 2008 poślubił Rishę Bartlett (z domu Reeves). Ma troje dzieci: dwóch synów i córkę, która uprawia gimnastykę. Zajmuje się trenowaniem kulturystów i przygotowywaniem ich do zawodów sportowych. Pracuje jako rozdający (ang. dealer) przy grach hazardowych w kasynie Hollywood Casino Lawrenceburg (niegdyś znanym pod nazwą Argosy Casino). Jest twarzą firmy produkującej odzież sportową, BangTown Fightwear.